# Woodridge (New York)
Woodridge è un villaggio degli Stati Uniti d'America, situato nello stato di New York, nella contea di Sullivan.